# 北京电力高等专科学校
北京电力高等专科学校，是一所曾经存在的北京高校。
该校创办于1950年。1958年，扩建为北京电力学院，分设大学部和中专部。1960年，大学部分出独立建院，归为现华北电力大学。中专部在1985年，升格为北京电力专科学校，1992年，又易名为北京电力高等专科学校。2000年4月，并入北方交通大学，原校址作为后者的东校区。

## 历史
1950年9月，电力职工学校成立于北京西城区大盆胡同，隶属中央燃料工业部电业管理总局管理。1951年9月，电力职工学校迁往天津，成为天津工业学校之“一部”。
1952年6月，电业职工学校在北京西直门外广通寺旁建立新校区；9月，电业职工学校由天津回迁新校区并更名为北京电气工业学校，隶属中央燃料工业部电业管理总局管理。1953年5月，北京电气工业学校更名为北京电力工业学校。1953年10月，北京电力工业学校更名为北京电力学校。
1958年10月4日，北京电力学院成立于西直门北下关。北京电力学校改为北京电力学院之中专部，次年中专部变为相对独立和北京电力学院共同隶属中央燃料工业部电业管理总局直管，并由电力学院代为管理。1959年2月21日，北京电力学院隶属水电部管理。
1960年10月15日，北京电力学院在北京海淀清河小营四拨子新建新校区并于1960年2月迁入清河校区，隶属水电部管理。中专部彻底分离留在原处并再次启用北京电力学校校名。
2000年，北京电力高等专科学校被并入北方交通大学，并转为教育部管理。